# Uromyces ficariae
Uromyces ficariae är en svampart som först beskrevs av Heinrich Christian Friedrich Schumacher, och fick sitt nu gällande namn av Joseph-Henri Léveillé 1860. Uromyces ficariae ingår i släktet Uromyces och familjen Pucciniaceae.   Inga underarter finns listade i Catalogue of Life.